# Dartmouth College
Il Dartmouth College (conosciuto anche come Dartmouth, pronuncia: ˈdɑ:tməθ) è un'università statunitense, situata ad Hanover, nella contea di Grafton (New Hampshire).
Registrato come "Trustees of Dartmouth College", l'istituto venne fondato nel 1769 da Eleazar Wheelock, ministro del culto congregazionalista, con fondi in gran parte raccolti dal predicatore Samson Occom; lo scopo iniziale della scuola era infatti l'istruzione e la conversione al cristianesimo dei nativi americani. Dopo un lungo periodo di lotte politiche e finanziarie, il Dartmouth emerse da una relativa oscurità nel XX secolo. Questo è il più piccolo istituto della Ivy League, titolo che accomuna le otto più prestigiose ed elitarie università private statunitensi.
La scuola, che è uno dei nove colonial colleges, è di tipo misto e comprende la Dartmouth Medical School, la Thayer School of Engineering, il Liberal Arts College e la Tuck School of Business, con cui mette a disposizione 19 corsi di laurea nel campo delle arti e delle scienze. Mantiene il nome di "college" per motivi storici e nostalgici, anche se per l'etichetta americana il nome esatto sarebbe Dartmouth University. Nonostante il "Dartmouth" sia situato in una zona rurale ed isolata, su un'area di 269 acri (1,1 km²) nella regione dell'Upper Valley, la partecipazione a gare di atletica e alle organizzazioni greek è intensa. Trentaquattro squadre sportive del "Dartmouth" competono con le altre formazioni sportive della Ivy League nella Division I della NCAA. Gli studenti sono ben noti per il rispetto di varie tradizioni consolidate del campus.

## Storia

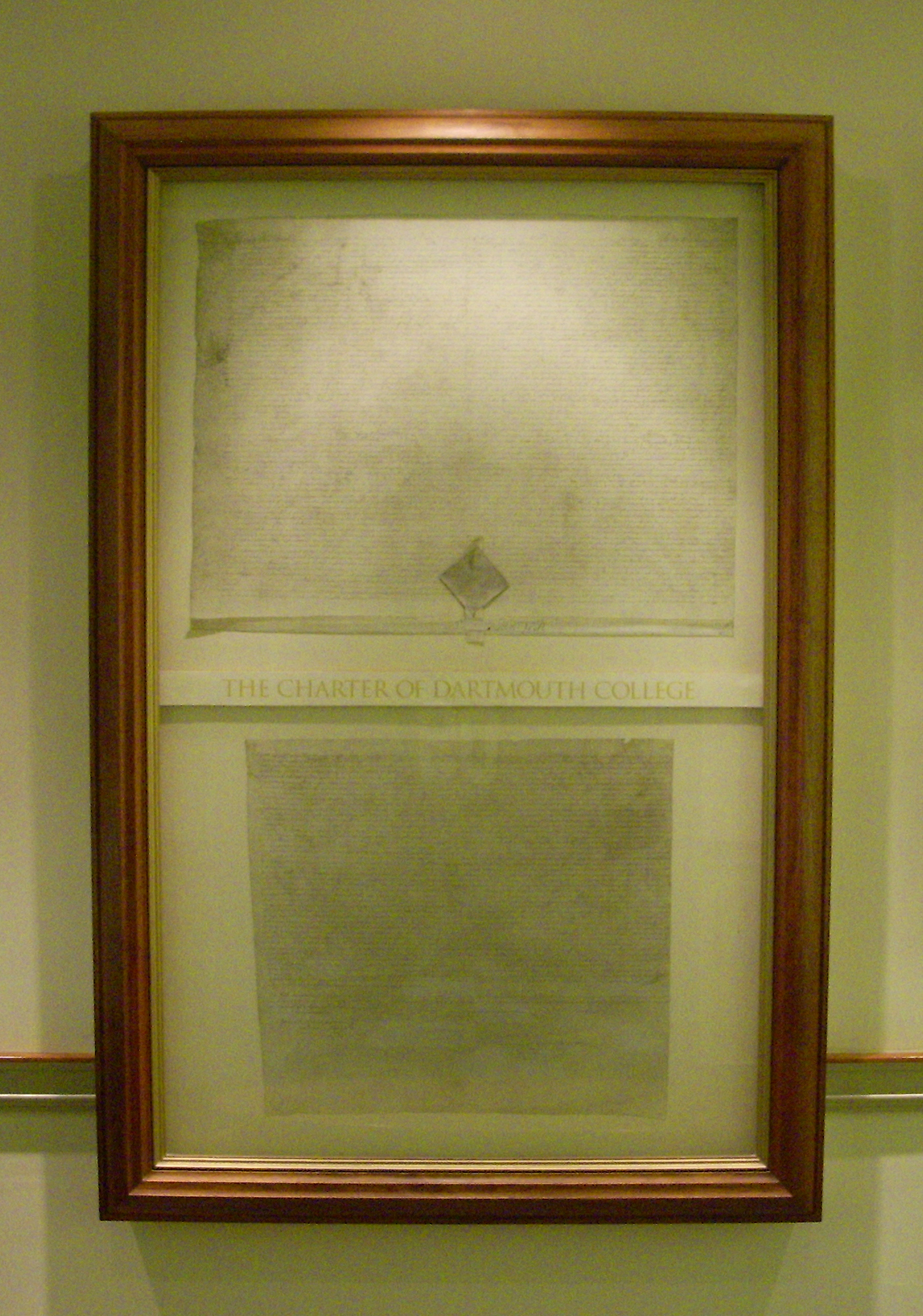
La Carta del Dartmouth College in mostra alla Baker Memorial Library. La Carta è stata firmata il 13 dicembre 1769, a nome del re Giorgio III del Regno Unito.

Il Dartmouth è stato fondato il 13 dicembre 1769 da Eleazar Wheelock (1711 – 1779), un ministro del culto puritano del Connecticut, che voleva istruire i nativi americani per farli diventare missionari.

Sembra che l'idea per questo progetto gli fosse venuta dopo aver conosciuto Samson Occom, membro della tribù Mohegan. Occom venne ordinato ministro del culto dopo aver studiato sotto la guida di Wheelock dal 1743 al 1747 e successivamente si trasferì a Long Island a predicare all'etnia Montauk.
Wheelock istituì la Moor's Indian Charity School nel 1755. La Charity School ottenne un discreto successo, ma per continuare l'attività della scuola erano necessari finanziamenti. A tal fine Wheelock chiese l'aiuto di amici. Occom, accompagnato dal reverendo Nathaniel Whitaker, si recò in Inghilterra nel 1766 per raccogliere fondi nelle chiese di quella nazione. Con tali aiuti fu costituita una fondazione per aiutare Wheelock. A capo dell'istituzione venne posto William Legge, II conte di Dartmouth.
Anche se il fondo costituito fornì ampio sostegno finanziario per la Charity School, Wheelock ebbe problemi a portare gli indiani verso l'istituzione, soprattutto perché la sua posizione geografica era molto lontana dai territori tribali. Nel cercare di ingrandire la sua scuola in un college, Wheelock trasferì la sua attività educativa ad Hanover, nella provincia del New Hampshire. Il trasferimento dal Connecticut comportò uno sforzo lungo e talvolta frustrante per trovare le risorse e ottenere la licenza. Samson Occom, l'indiano Mohegan e uno dei primi studenti di Wheelock, fu determinante nella raccolta di fondi consistenti per il college. Il royal governor del New Hampshire, John Wentworth, fornì il terreno sul quale sarebbe stato costruito il Dartmouth e il 13 dicembre 1769 inviava l'atto costitutivo (charter) firmato dal re Giorgio III che istituiva il college. Come dichiarato nello statuto, si realizzava una scuola "per l'educazione e l'istruzione dei giovani delle tribù indiane di questa terra... e anche per i giovani di qualsiasi origine". Il Dartmouth College prendeva il nome da William Legge, II conte di Dartmouth - un importante sostenitore di Eleazar Wheelock - ed era il nono più antico della nazione e l'ultima l'istituzione di alta cultura creata durante la dominazione coloniale. Il college rilasciò i primi diplomi nel 1771.
Dato il limitato successo della Charity School, tuttavia, Wheelock destinò il suo nuovo college principalmente ai bianchi. Occom, deluso per l'abbandono da parte di Wheelock dell'obiettivo originale, la cristianizzazione degli indiani, formò una propria comunità per nativi del New England, chiamati Brothertown Indians, nello stato di New York (dove essi erano migrati).

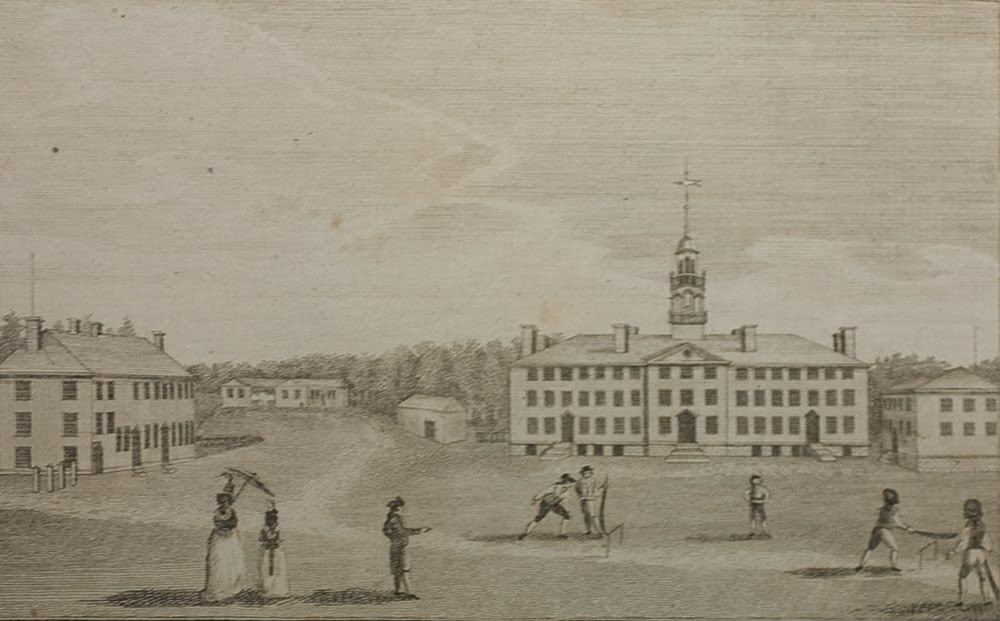
La prima immagine conosciuta del Dartmouth apparsa sul numero di febbraio 1793 del Massachusetts Magazine. L'incisione potrebbe documentare una delle prime partite di cricket giocate negli Stati Uniti.

Nel 1819, il Dartmouth College è stato oggetto dello storico caso Dartmouth College contro Woodward, nel quale il tentativo del 1816 dello stato del New Hampshire di modificare la royal charter (il documento istitutivo) del college per rendere la scuola un'università pubblica fu origine di una causa giudiziaria. Un'istituzione denominata Dartmouth University occupò gli edifici del College e iniziò ad operare ad Hanover nel 1817, anche se le lezioni del Dartmouth College continuarono in ambienti presi in affitto nelle vicinanze. Daniel Webster, uno studente della classe 1801, portò il caso del college alla corte suprema degli Stati Uniti, che riconobbe il cambiamento dello statuto una modifica illegale di un contratto da parte dello stato e costrinse il New Hampshire a ripristinare lo status del college. Webster concluse la sua perorazione con le famose parole, spesso citate: "È, signore, come ho già detto, un piccolo college. Eppure ci sono quelli che lo amano".
Il Dartmouth emerse sulla scena accademica nazionale a cavallo del Ventesimo secolo. Prima di questo periodo, il College usava metodi tradizionali di insegnamento e disponeva di scarsi mezzi finanziari. Sotto la presidenza di William Tucker Jewett (1893-1909), il Dartmouth ha avuto un grande rilancio di strutture, docenti e studenti, a seguito di donazioni di grandi dimensioni come i 10000 $ dati dall'ex alunno e professore di diritto del college John Ordronaux. Venti nuove strutture sostituirono edifici antiquati, mentre studenti e docenti triplicarono. Si è spesso sostenuto che Tucker "rifondò il Dartmouth" e che lo portò a un prestigio nazionale.

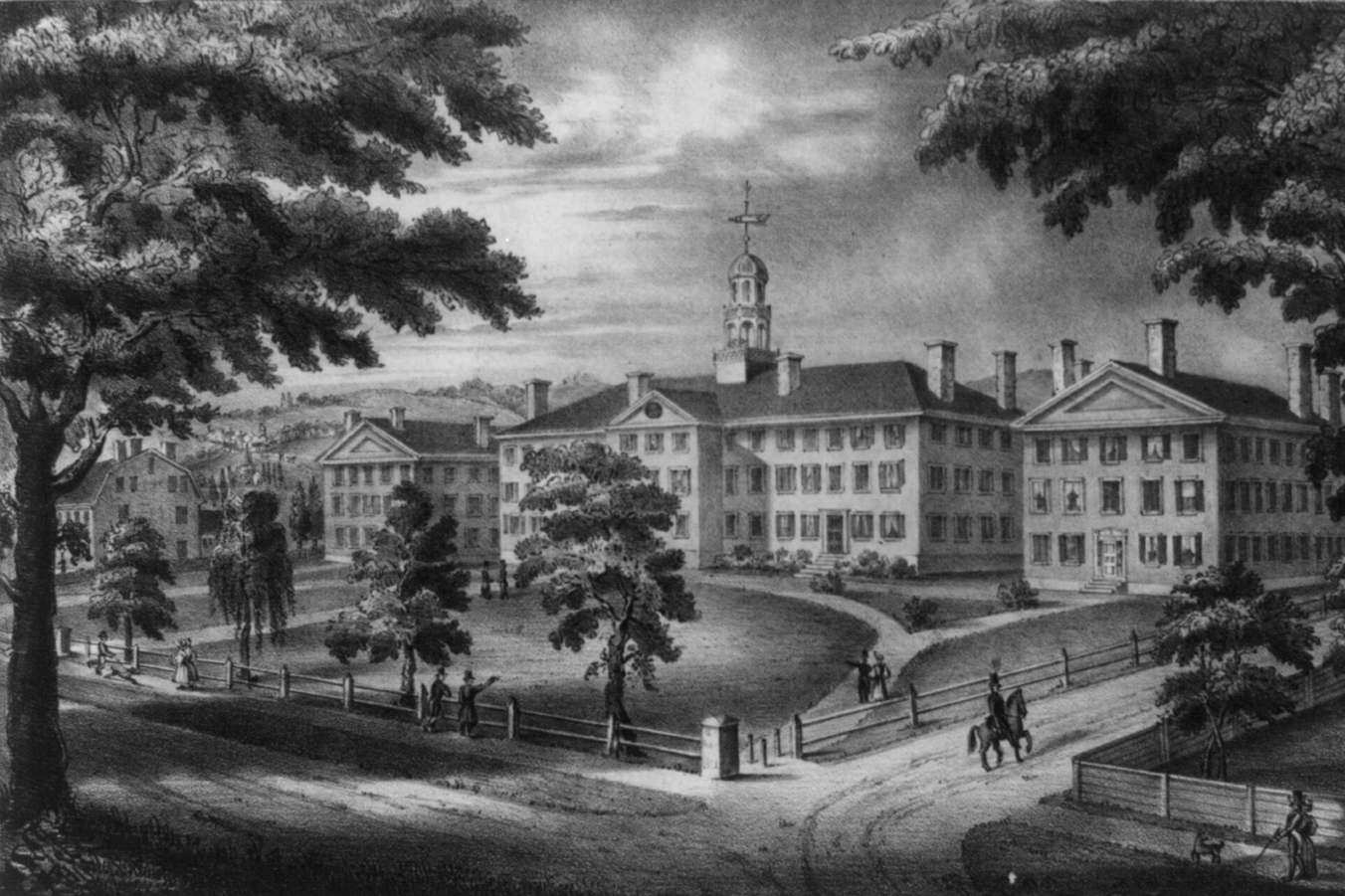
Litografia di Thornton Hall, Dartmouth Hall e Wentworth Hall (circa 1834).

I presidenti Ernest Fox Nichols (1909-1916) e Ernest Martin Hopkins (1916-1945) proseguirono nelle innovazioni di Tucker, migliorando ulteriormente le strutture del campus e rendendo selettive le iscrizioni negli anni '20. John Sloan Dickey, presidente dal 1945 fino al 1970, rafforzò gli insegnamenti delle liberal arts, in particolare discipline giuridiche (public policy) e relazioni internazionali.
Nel 1970, dopo essere stato a lungo professore di matematica e informatica, John George Kemeny divenne presidente del Dartmouth e introdusse diversi importanti cambiamenti. Il Dartmouth, in precedenza istituzione maschile, cominciò ad ammettere studentesse a tempo pieno nel 1972 tra non poche polemiche. Circa nello stesso tempo, il College adottò il suo "Dartmouth Plan" (vedi più avanti) di programmazione accademica, che consentiva di aumentare il numero di studenti pur restando invariate le strutture per ospitarli.
Negli anni '90, il College subì profonde revisioni sotto la presidenza di James O. Freedman e nel 1999 si tentò una controversa (e non riuscita) iniziativa di rendere miste le sedi delle associazioni greek, che tradizionalmente non lo erano. Negli anni 2000 iniziò la campagna Dartmouth Experience per la raccolta di 1,3 miliardi di dollari, la più grande operazione di raccolta fondi della storia del College; nel gennaio 2008 superò il miliardo di dollari e venne programmato il raggiungimento dell'obbiettivo entro il 2010. Tra la metà e la fine degli anni 2000 vennero effettuati ampliamenti del campus, con la costruzione di due complessi residenziali, ristrutturazione completa di due dormitori e fu prevista la realizzazione di un nuovo refettorio, del Life Sciences Center e del Visual Arts Center. Nel 2004, Booz Allen Hamilton selezionò il Dartmouth College come modello di 'durata istituzionale' "il cui record di durata ha avuto conseguenze e benefici per tutte le organizzazioni americane, sia accademiche che commerciali", citando il caso Dartmouth college contro Woodward e il successo del Dartmouth nella sua auto-reinvenzione alla fine dell'Ottocento.
Da quando il numero di rappresentanti degli studenti nel Board of Trustees (il consiglio di amministrazione) nel 2004 è diminuito, è nata una controversia che è stata portata in tribunale.
Il presidente James Wright annunciò il suo ritiro nel febbraio 2008 e fu sostituito dal professore di Harvard e medico Jim Yong Kim, il 1º luglio 2009.

## Rettori
Lista dei rettori del college:
- Eleazar Wheelock (1769-1779)
- John Wheelock (1779-1815)
- Francis Brown (1815-1820)
- Daniel Dana (1820-1821)
- Bennett Tyler (1822-1828)
- Nathan Lord (1828-1863)
- Asa Dodge Smith (1863-1877)

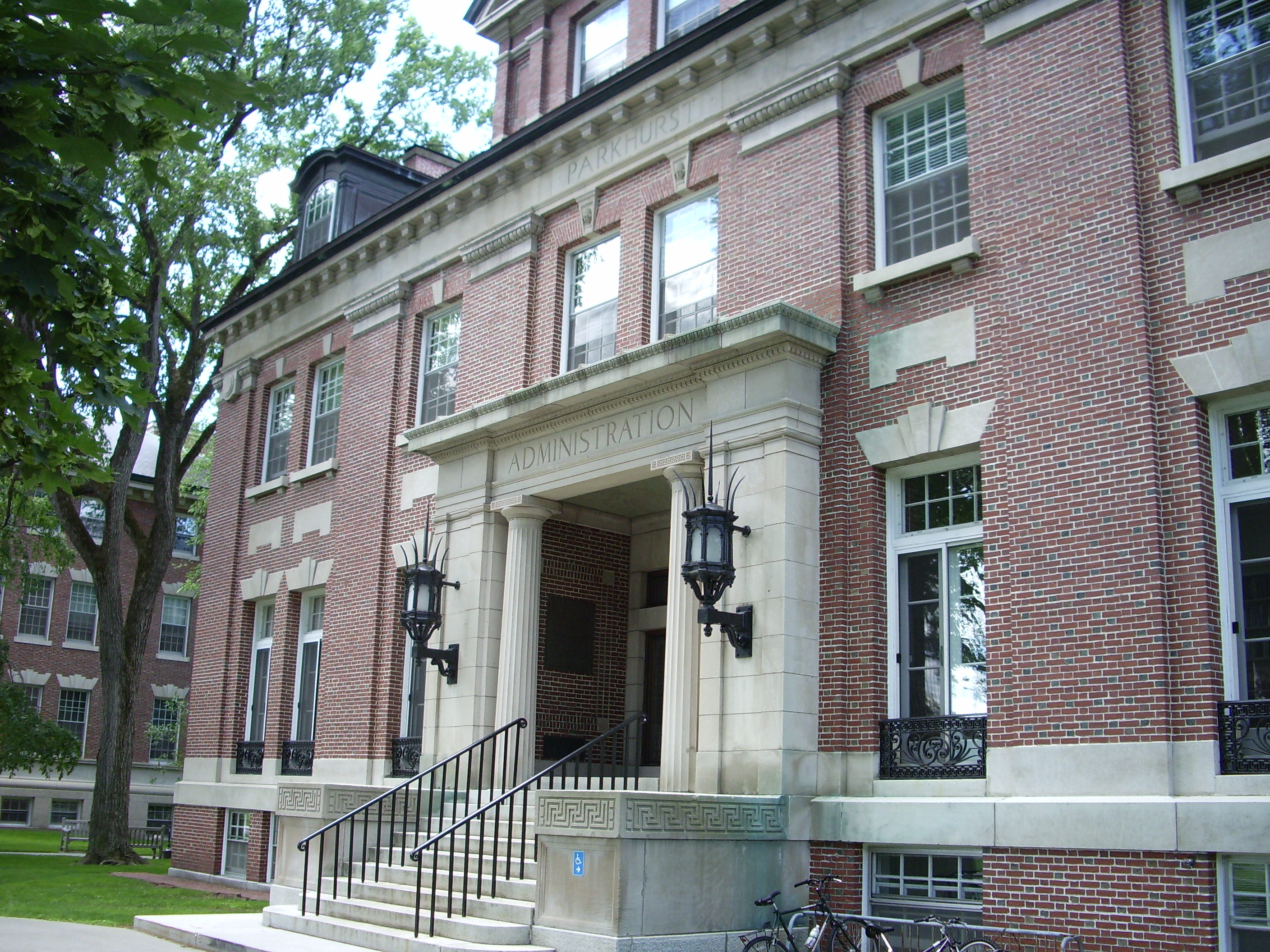
Parkhurst Hall, l'edificio del rettore.

- Samuel Colcord Bartlett (1877-1892)
- William Jewett Tucker (1893-1909)
- Ernest Fox Nichols (1909-1916)
- Ernest Martin Hopkins (1916-1945)
- John Sloan Dickey (1945-1970)
- John George Kemeny (1970-1981)
- David T. McLaughlin (1981 1987)
- James Oliver Freedman (1987-1998)
- James E. Wright (1998-2009)
- Jim Yong Kim (2009-2012)
- Carol L. Folt (2012-oggi)

## Corpo accademico e amministrazione
Il Dartmouth, istituto liberal arts, offre il bachelor of arts di quattro anni. Ci sono 39 dipartimenti universitari che dispongono di 56 major (programmi principali), anche se gli studenti sono liberi di sviluppare major speciali o impegnarsi in dual majors. Nel 2008, gli insegnamenti major più frequentati erano economia, government, storia, psychological and brain sciences, english, biologia e scienze ingegneristiche.
Per il conseguimento della laurea, lo studente deve completare 35 corsi in totale, di questi da otto a dieci sono tipicamente dei major. Altri requisiti per la laurea sono il completamento di dieci corsi che devono comprendere varie discipline (vincolo chiamato "distributive requirements": distribuite in otto campi diversi), la conoscenza di una lingua straniera e il completamento di un seminario di scrittura. Molti dipartimenti offrono honors programs, programmi che richiedono studi e ricerche "personali" e si concludono con una tesi. Oltre ai corsi offerti in Hanover, il Dartmouth offre 57 differenti programmi off-campus, tra cui programmi di studio all'estero (Foreign Study Programs e Study Abroad programs) e programmi di scambio con altre università (Exchange Programs).
Sono disponibili anche dottorati e master in diciannove Arts & Sciences graduate programs. Anche se il primo dottorato in lettere classiche è stato istituito nel 1885, molti dei programmi di dottorato in corso risalgono al 1960. Inoltre, il Dartmouth è sede di tre scuole professionali: la Dartmouth Medical School (fondata nel 1797), la Thayer School of Engineering (1867) - che serve anche come Dipartimento universitario di scienze ingegneristiche - e la Tuck School of Business (1900). Con queste scuole professionali e corsi di laurea, il Dartmouth si dovrebbe chiamare "Dartmouth University", tuttavia, a causa di motivi storici e nostalgici (come il Dartmouth College v. Woodward), la scuola usa il nome "Dartmouth College" per indicare l'intera istituzione scolastica.
Al Dartmouth insegnano in totale 597 docenti, con la più alta percentuale di donne tra i professori di ruolo delle università Ivy League. I docenti sono stati all'avanguardia in importanti sviluppi accademici come le Dartmouth Conferences (convegni su temi specifici tenuti in tutto il mondo), il Dartmouth Time Sharing System (tra i primi time-sharing per computer), il Dartmouth BASIC e il Dartmouth ALGOL 30. Dal 2005, i progetti finanziati assegnati ai docenti ricercatori del Dartmouth ammontano a 169 milioni di dollari.
Il College ospita la University Press of New England, una casa editrice fondata nel 1970 condivisa da un consorzio che tra le altre comprende la Brandeis University, l'University of New Hampshire, la Northeastern University, la Tufts University e l'University of Vermont.

### Dartmouth BASIC
In informatica il BASIC (acronimo dell'inglese "Beginner's All purpose Symbolic Instruction Code", in italiano "codice di istruzioni simboliche di uso generale per principianti") è un linguaggio di programmazione sviluppato a partire dal 1964 nel Dartmouth College per il calcolatore GE-225. Ne furono coinventori i professori John George Kemeny e Thomas Eugene Kurtz. Il primo programma in BASIC girava sul Dartmouth Time Sharing System (DTSS), si tratta di uno dei primi linguaggi di programmazione interattivi.

### Dartmouth Plan

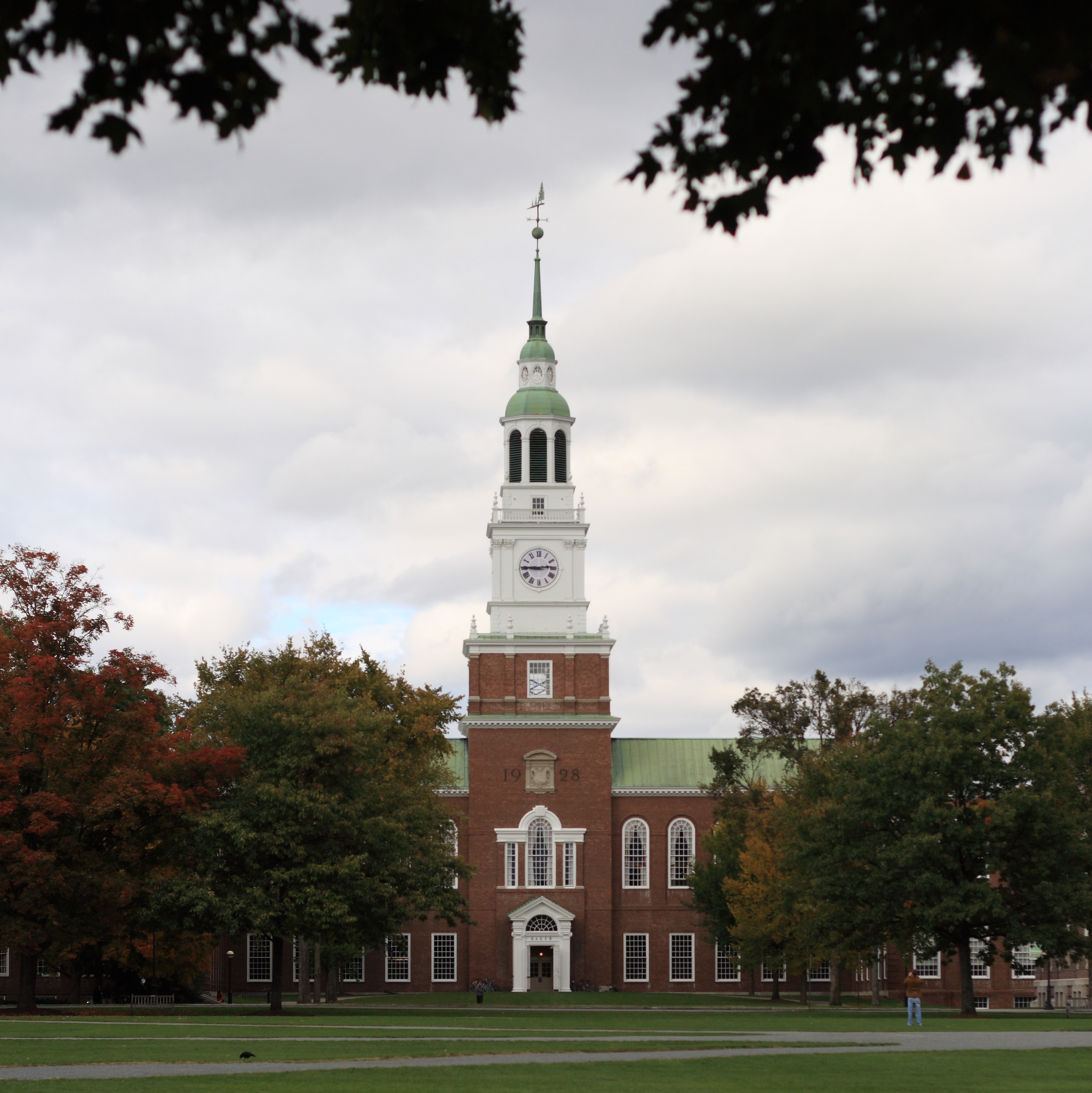
La Memorial Library Baker, la biblioteca principale del College.

Al Dartmouth l'anno accademico è diviso in quattro periodi di lezioni della durata di dieci settimane; questo sistema è detto quarter system (sistema trimestrale). Il periodo in cui si svolgono le lezioni di un corso in inglese è chiamato term. Al Dartmouth vi sono quindi quattro terms: fall (in autunno, inizio dell'anno accademico), winter, spring e summer. Il Dartmouth Plan (o semplicemente "D-Plan") è un sistema di pianificazione degli studi che permette la personalizzazione di ogni anno accademico da parte dello studente. Gli studenti del primo anno (freshman, matricole) e dell'ultimo anno (Senior Year) devono essere presenti nei periodi di lezioni di autunno, inverno e primavera; gli studenti del secondo anno (Sophomore Year) nel trimestre estivo. Nei periodi in cui non è richiesta la presenza nel College gli studenti possono scegliere di continuare a studiare nel campus, fuori dal campus, fare uno stage o altri progetti o prendersi una vacanza. Di solito si seguono tre corsi per ogni term, e gli studenti abitualmente sono impegnati per dodici terms in tutto, nell'arco della loro carriera universitaria.
Il D-Plan è stato istituito nei primi anni settanta, quando il Dartmouth ha cominciato ad accettare anche studentesse. È stato inizialmente concepito come un modo per aumentare le iscrizioni senza accrescere la disponibilità di alloggi nel campus, ed è stato descritto come "un metodo per mettere 4 000 studenti in 3 000 posti letto".
Anche se nuovi dormitori sono stati nel frattempo costruiti, il numero degli studenti è ulteriormente aumentato e il D-Plan rimane in vigore. È stato però modificato nel 1980 nel tentativo di ridurre i problemi di mancanza di continuità nei rapporti sociali e accademici.

### Ammissione alCollege

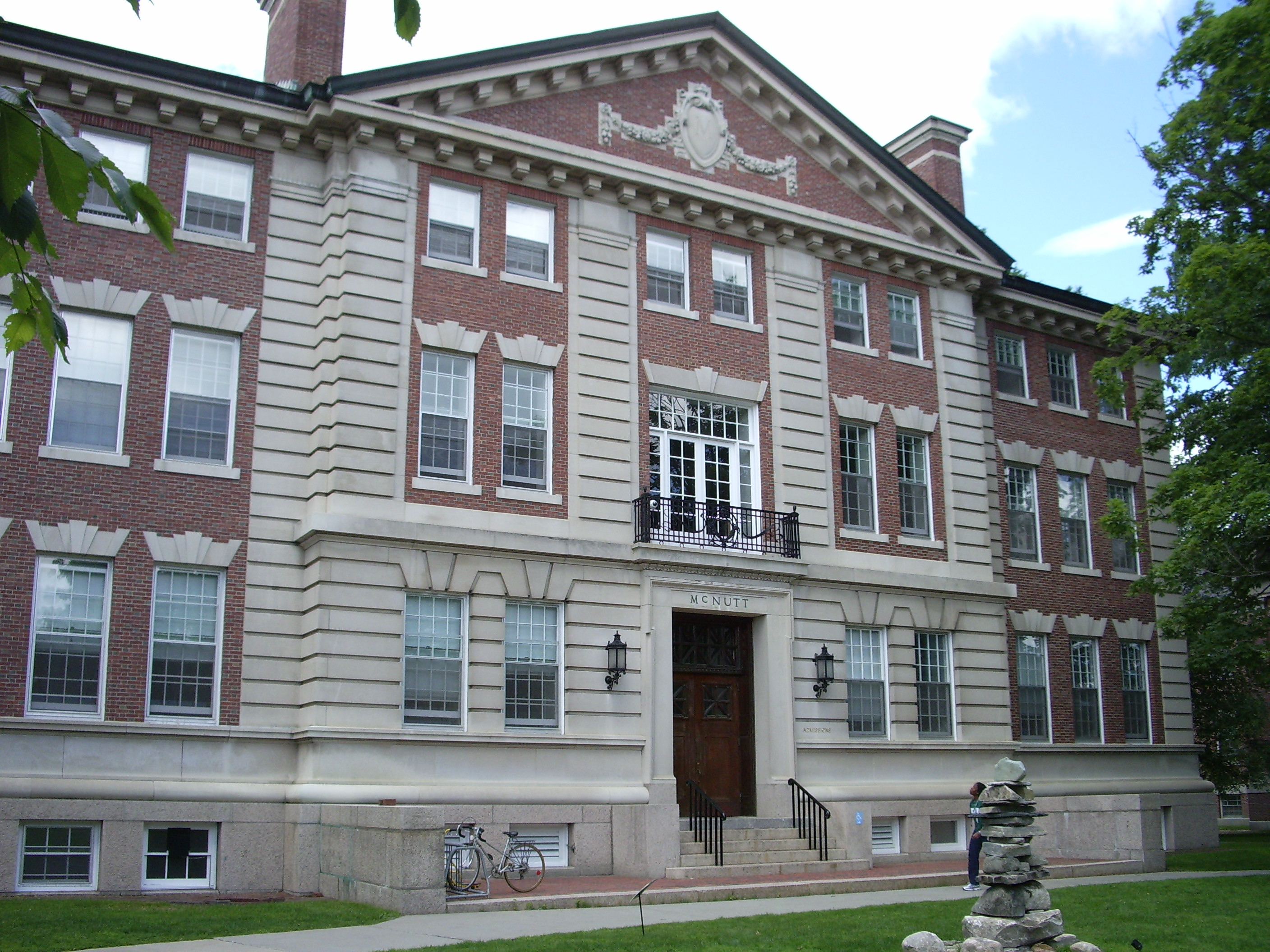
McNutt Hall, sede del Department of Admissions & Financial Aid.

Il Dartmouth si definisce un college "altamente selettivo". Per la classe 2014, un record di 18 778 studenti hanno fatto domanda di iscrizione per circa 1 100 posti e l'11,5% dei richiedenti (2165) è stato ammesso.. La media del punteggio del test SAT degli studenti ammessi era di 733 punti per critical reading, 741 per la mathematics e 740 per writing (esami rispettivamente di lettura critica, matematica e scrittura).
Il College va incontro alle necessità finanziarie degli studenti e accetta attualmente studenti indipendentemente dalle loro condizioni economiche (questo metodo di ammissione in inglese è detto in need-blind basis). A partire dall'anno scolastico 2008-2009, il Dartmouth ha istituito una nuova politica degli aiuti finanziari che estende l'iscrizione in need-blind basis anche a studenti di altre nazionalità e ha sostituito tutti i prestiti con borse di studio e sovvenzioni. Gli studenti provenienti da famiglie con un reddito complessivo annuo inferiore a 75 000 dollari, non pagano le tasse scolastiche. Tuttavia, nei primi mesi del 2010, il College ha annunciato che avrebbe reintrodotto i prestiti per i suoi pacchetti di aiuti finanziari per gli studenti che inizieranno l'anno scolastico nel 2011-2012 a causa della mutata situazione finanziaria.

### Board of Trustees

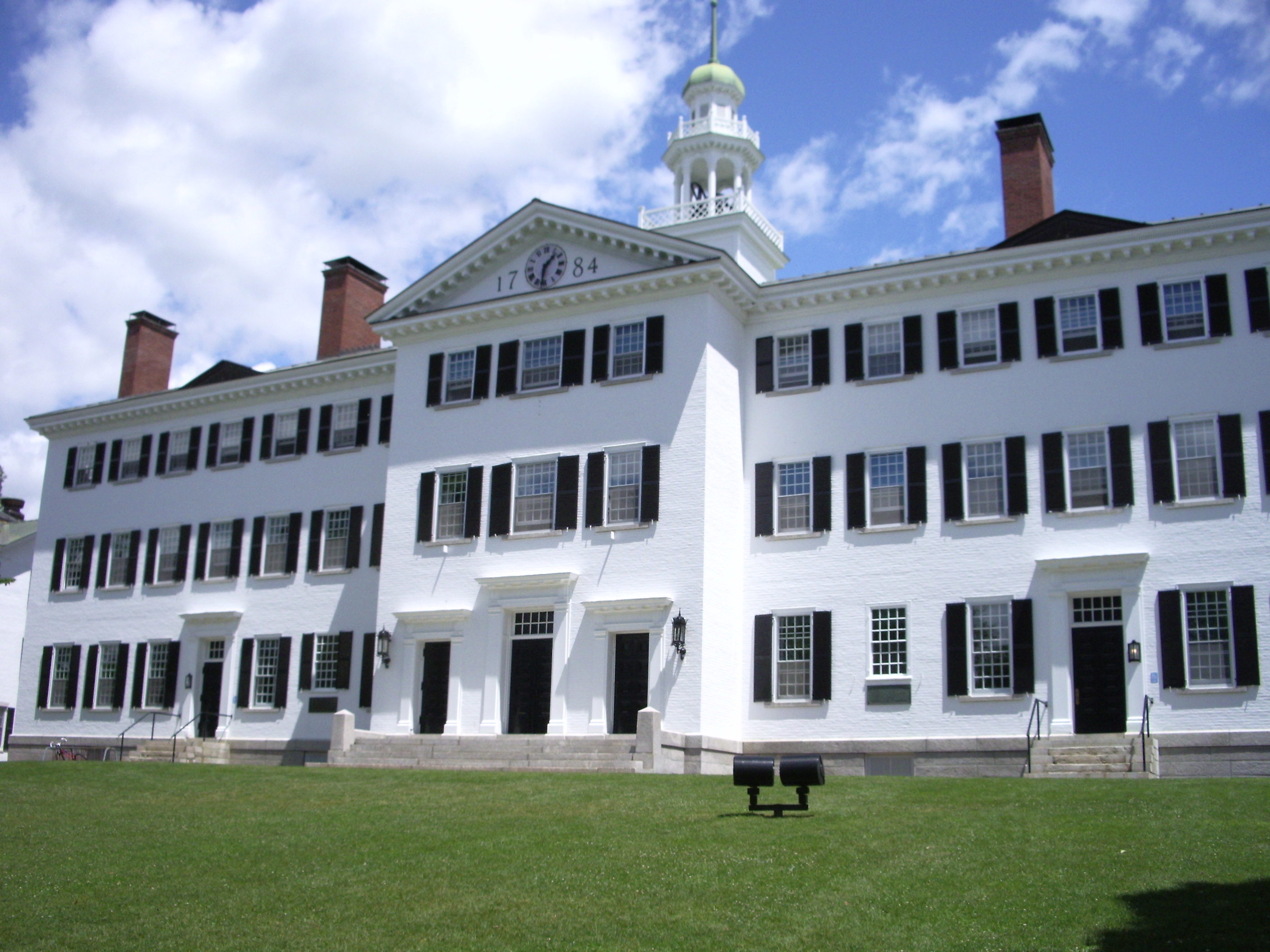
Dartmouth Hall, edificio originale del 1784 (ricostruito nel 1906 dopo un incendio).

Il Dartmouth è governato da un consiglio di amministrazione (Board of Trustees) a cui spettano le decisioni ultime sulla conduzione e amministrazione della scuola.
È composto dal presidente del College (ex officio, cioè in virtù della sua carica), dal governatore dello stato (ex officio), da tredici amministratori scelti dal consiglio stesso (chiamati "charter trustees") e da otto nominati dagli studenti ("trustees alumni"). I candidati degli alunni sono selezionati mediante votazione dei membri dell'Association of Alumni of Dartmouth College, scegliendo tra i nomi proposti dal consiglio studentesco o mediante petizione degli studenti.
Anche se i suoi membri erano proposti da due fonti (il Board stesso e gli alunni) in parti uguali dal 1891, nel 2007 il consiglio ha deciso di aggiungere alcuni nuovi membri, tutti charter trustees. Nella polemica che seguì alla decisione, l'associazione degli studenti intentò una causa, anche se successivamente ritirò il ricorso. Nel 2008, il consiglio ha aggiunto cinque nuovi amministratori charter.

## Ilcampus
(Dwight D. Eisenhower)
Il Dartmouth College si trova ad Hanover, cittadina del New Hampshire, nell'alta valle del fiume Connecticut nel New England. I suoi 1,1 km² (269 acri) del campus sono centrati attorno a due ettari (cinque acri) di prato chiamato "Green", che un tempo era un bosco di pini (tagliati nel 1771). Dartmouth è il più grande proprietario terriero privato della città di Hanover; terreno e strutture sono state valutate 434 milioni di dollari. Oltre al suo campus di Hanover, il Dartmouth possiede 4 500 ettari (18,2 km²) del Mount Moosilauke nella White Mountains Region e 109 km² (27 000 acri), tratto di terra nel nord del New Hampshire noto come Second College Grant, New Hampshire.
Gli edifici del campus variano per età tra Wentworth Hall e Thornton Hall, i più antichi che risalgono al 1820, e i nuovi dormitori e le strutture per le scienze matematiche ultimate nel 2006. La maggior parte degli edifici del Dartmouth sono in stile georgiano coloniale americano, stile conservato nelle recenti aggiunte architettoniche. Il College ha attivamente cercato di ridurre le emissioni di carbonio e il consumo di energia nel campus, guadagnandosi il grado "A-" nella College Sustainability Report Card del 2008, rilasciata dal Sustainable Endowments Institute.

### Strutture accademiche

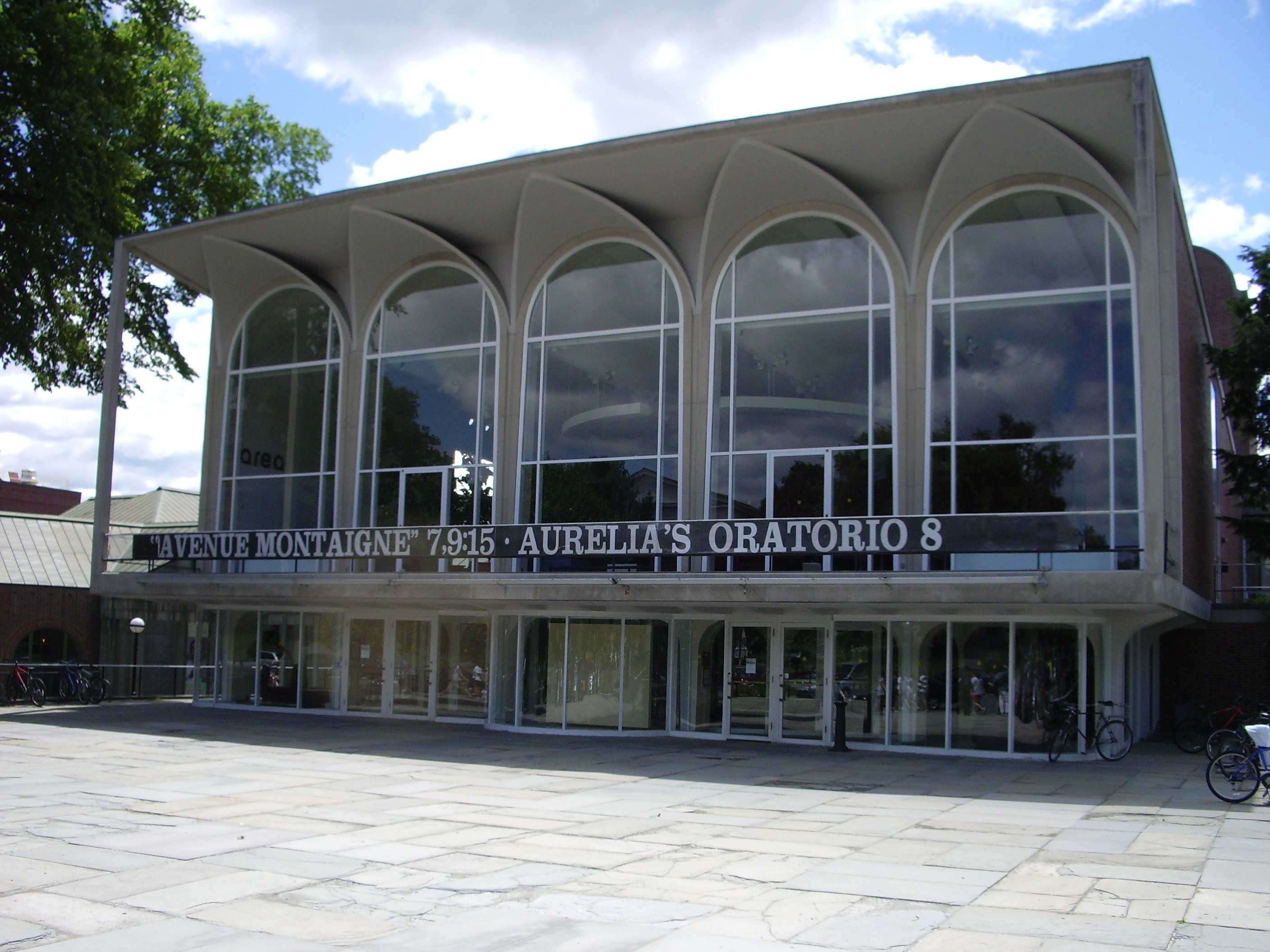
L'Hopkins Center.

L'Hopkins Center (Hopkins Center for the Creative and Performing Arts, "the Hop" per gli studenti) è la struttura del College destinata alla recitazione e alle arti creative. Inaugurato nel 1962, è a disposizione dei dipartimenti di arti teatrali, musica, cinematografia; in esso vi sono anche i laboratori per lavori in legno, ceramica e gioielleria. L'edificio è stato progettato dall'architetto Wallace Harrison che in seguito, con stile simile, realizzerà la facciata del teatro Metropolitan Opera al Lincoln Center for the Performing Arts. Dispone di due sale e un auditorium con 900 posti. The Hop è anche la sede di tutte le cassette postali degli studenti ("Hinman boxes") e del self-service Courtyard Café. The Hop è adiacente all'Hood Museum of Art, probabilmente il più antico museo del Nord America stabilmente aperto e al Loew Auditorium, sala cinematografica.

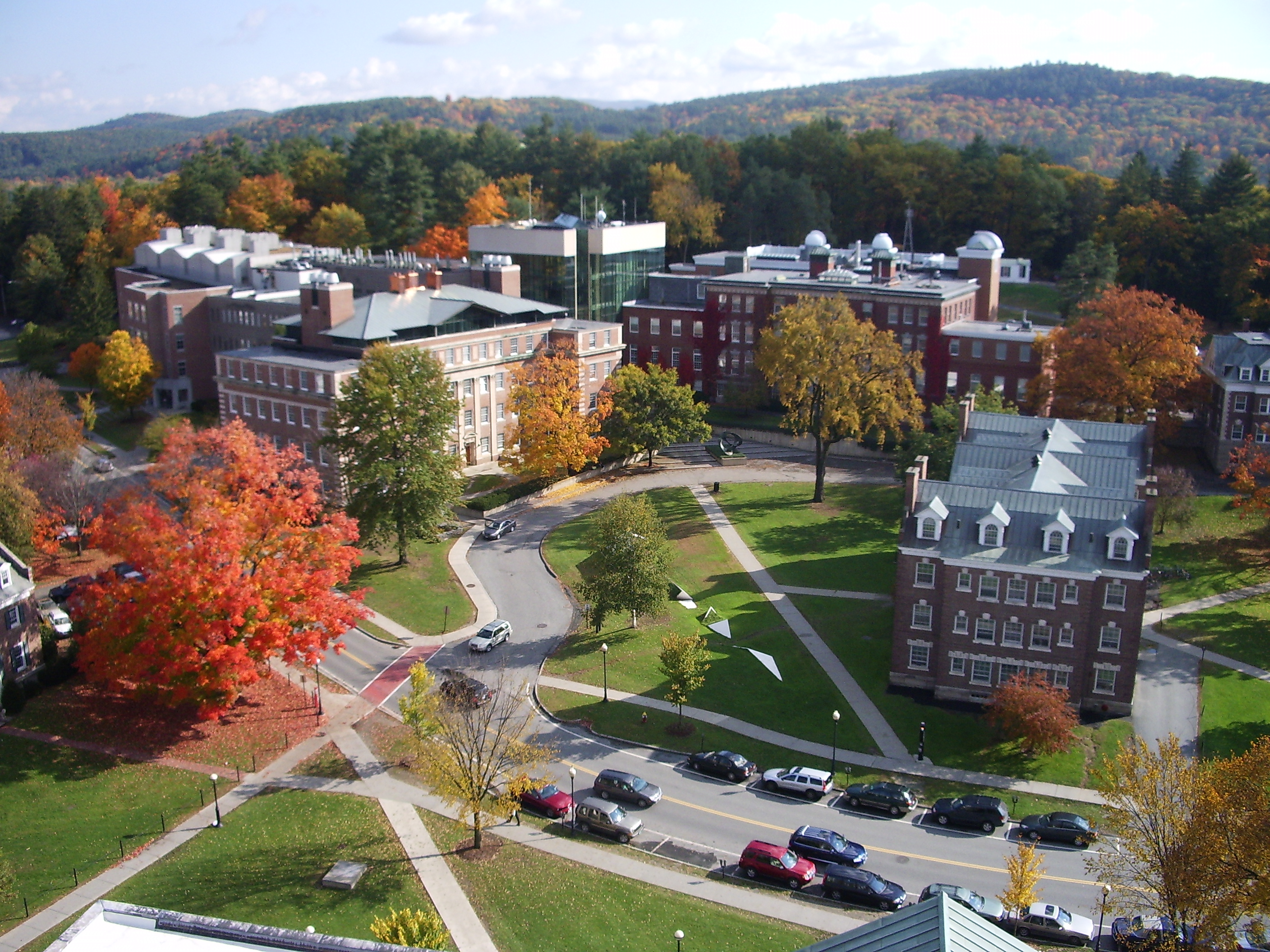
Una vista del Sherman Fairchild Physical Sciences Center e del Wheeler Hall dalla torre della Baker Memorial Library.

Oltre ai suoi diciannove programmi di laurea nelle arti e nelle scienze, il Dartmouth è sede di tre scuole separate. La Dartmouth Medical School, che si trova in un complesso sul lato nord del campus e comprende laboratori, aule, uffici e una biblioteca biomedica. Il Dartmouth-Hitchcock Medical Center, che si trova nella cittadina di Lebanon (New Hampshire), diverse miglia a sud, e che dispone di una clinica universitaria con 396 posti letto. La  Thayer School of Engineering e la Tuck School of Business si trovano entrambe alla fine della strada Tuck Mall, nella zona ovest del campus, nei pressi del fiume Connecticut. La Thayer School comprende attualmente due edifici mentre la Tuck School dispone di sette fabbricati per le strutture accademiche e amministrative. Le due scuole di specializzazione condividono una biblioteca, la Feldberg Business & Engineering Library.
Le nove biblioteche del Dartmouth fanno parte della Dartmouth College Library, che comprende 2,48 milioni di volumi e 6 milioni di altre risorse tra video, mappe, registrazioni audio, fotografie. Le sue biblioteche specializzate comprendono: Biomedical Libraries, Evans Map Room, Feldberg Business & Engineering Library, Jones Media Center, Kresge Physical Sciences Library, Paddock Music Library, Rauner Special Collections Library e Sherman Art Library. La Baker-Berry Library è la biblioteca principale e comprende la Baker Memorial Library (aperta nel 1928) e la Berry Library (aperta nel 2000). Situata sul lato settentrionale del Green, la torre della Baker, alta 61 metri (200 piedi) è il simbolo del College.

### Impianti sportivi

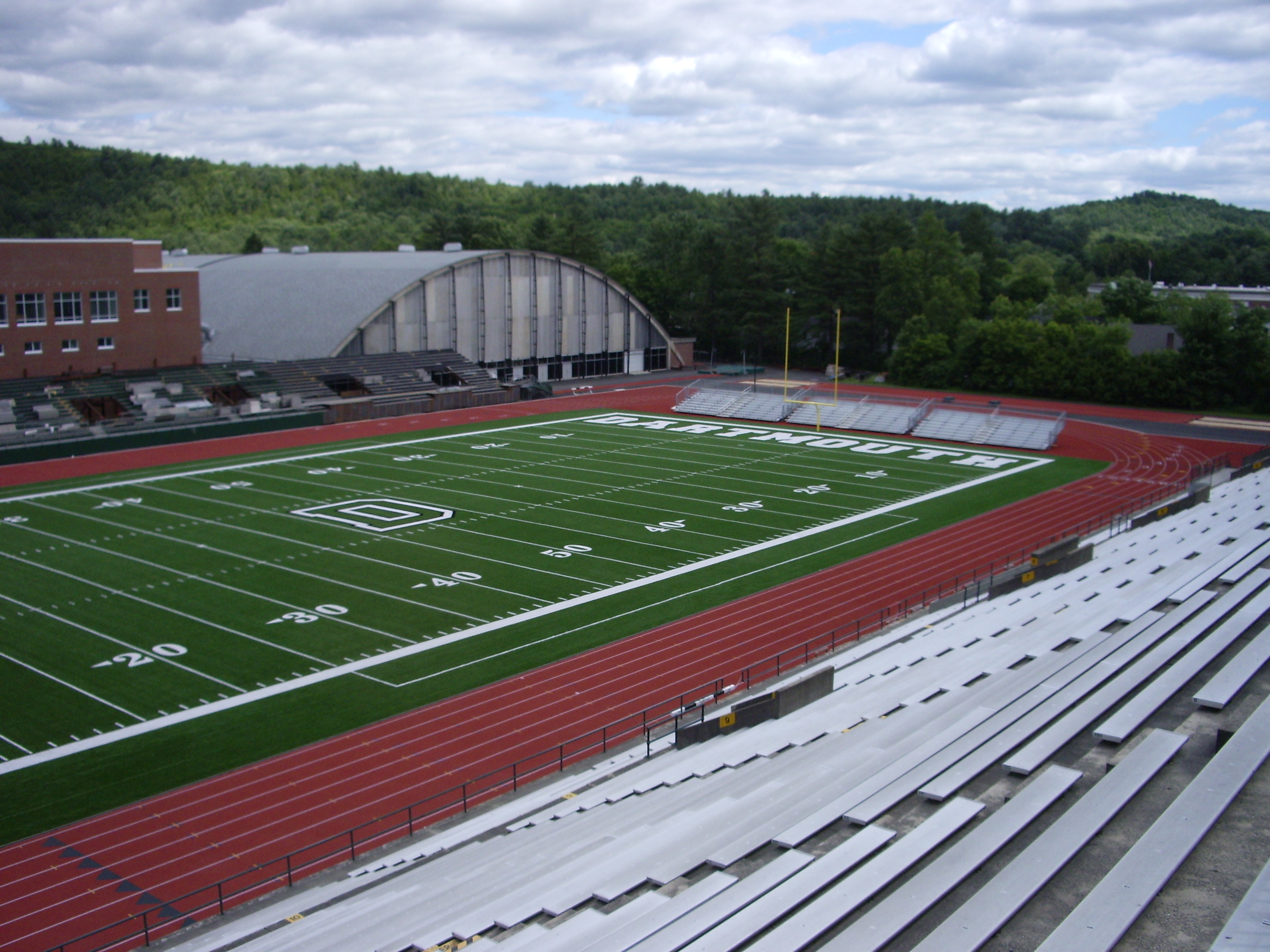
Il Memorial Field.

Il primo campo sportivo del Dartmouth era il Green, dove gli studenti giocavano a cricket e partecipavano a un campionato di football nell'ottocento. Oggi il College dispone di più di una dozzina di impianti sportivi e campi e dal 2000 ha speso più di 70 milioni di dollari nel miglioramento di tali strutture.
La maggior parte degli impianti di atletica si trova nell'angolo sud-est del campus. Il centro della vita sportiva è l'Alumni Gymnasium che comprende il Karl Michael Competition Pool, lo Spaulding Pool, un centro fitness, una palestra sollevamento pesi e una pista di atletica indoor di 123 metri (1/13° di miglio). Adiacente all'Alumni Gymnasium è il Berry Sports Center che contiene i campi di pallacanestro e pallavolo (Edward Leede Arena) e il Kresge Fitness Center. Dietro l'Alumni Gymnasium si trova il Memorial Field, uno stadio di 15.000 posti che sovrasta il campo di calcio e la pista di atletica. La vicina Thompson Arena, progettata da Pier Luigi Nervi e costruita nel 1975, ospita la pista di pattinaggio del Dartmouth. Visibile anche dal Memorial Field è la Nathaniel Leverone Fieldhouse, che ospita la pista indoor.
Altre strutture atletiche includono la Friends of Dartmouth Rowing Boathouse, deposito per imbarcazioni a vela, situato lungo il fiume Connecticut, l'Hanover Country Club, l'impianto di atletica più vecchio del Dartmouth (fondato nel 1899) e la Corey Ford Rugby Clubhouse.

Il College dispone inoltre della Dartmouth Skiway, 0,4 km² (100 acri) di impianti sciistici situati sulle due montagne vicino al campus di Hanover a Lyme (New Hampshire).

### Strutture per gli studenti

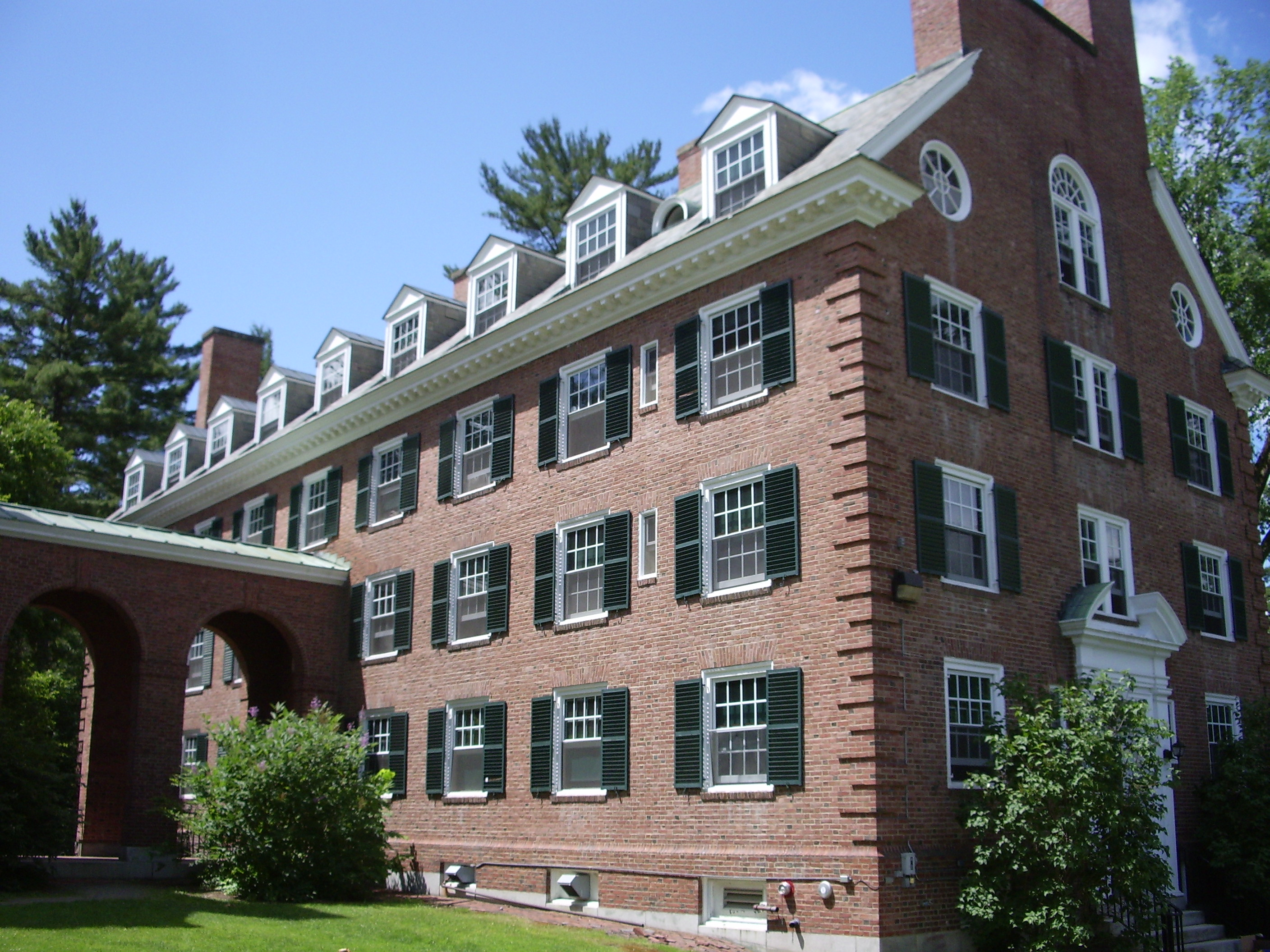
Lord Hall, una delle tre residenze del Gold Coast Cluster.

Invece di dormitori o residenze per studenti separate dalle strutture accademiche, come ad esempio ha realizzato il Middlebury College, il Dartmouth ha nove comunità residenziali integrate nel campus. I dormitori variano nello stile dal moderno al georgiano e le sistemazioni sono di vario tipo: stanze singole, quadruple e appartamenti. Dal 2006, il College ha garantito alloggi per gli studenti durante il loro primo (freshman) e secondo (sophomore) anno. Più di 3 000 studenti scelgono di vivere in alloggi forniti dal College.
I pasti nel College sono serviti dal Dartmouth Dining Services che mette a disposizione undici mense. Quattro di esse sono situate al centro del campus nel Thayer Dining Hall.
Il Collis Center è il centro della vita studentesca, definibile come il "circolo universitario" o il "centro del campus". In esso si trovano una caffetteria, spazi di studio, aree comuni, e una serie di servizi amministrativi, compreso l'Academic Skills Center. Il Robinson Hall, accanto sia al Collis Center che al Thayer Dining Hall, contiene gli uffici di un certo numero di organizzazioni studentesche tra cui il Dartmouth Outing Club e The Dartmouth, il quotidiano del College.

## Vita studentesca
Le attività sportive e la partecipazione alle organizzazioni greek sono le attività più popolari nel campus; complessivamente al Dartmouth vi sono più di 350 tra organizzazioni e gruppi sportivi. La scuola mantiene una serie di antiche tradizioni e celebrazioni.

### Gruppi studenteschi

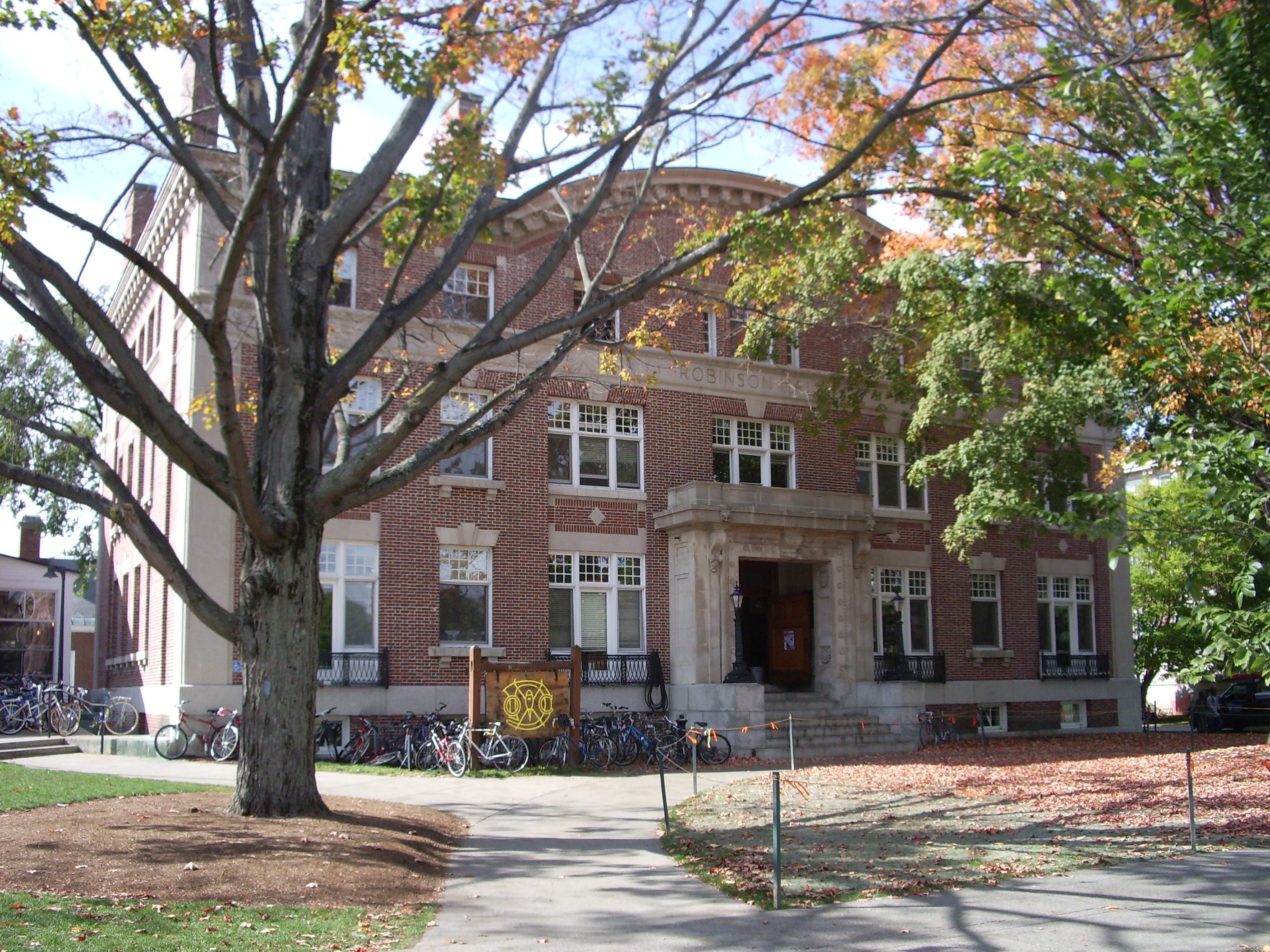
Robinson Hall, sede di molte delle organizzazioni studentesche del College, tra cui il Dartmouth Outing Club. L'edificio è una tappa dell'Appalachian Trail, itinerario di 3.505 chilometri attraverso i monti Appalachi.

Al Dartmouth più di 200 organizzazioni studentesche e club coprono una vasta gamma di interessi. Dal 2007, il College ospita otto gruppi accademici, 17 gruppi culturali, due honor societies, 30 gruppi con interessi specifici, 25 gruppi di spettacolo, 12 gruppi pre-professionali, 20 redazioni di varie pubblicazioni e 11 gruppi ricreativi. Tra i gruppi e le attività studentesche vanno menzionati il Dartmouth Outing Club, la più antica e più numerosa organizzazione di escursioni, il discusso quotidiano conservatore The Dartmouth Review e The Dartmouth, tra i più antichi giornali universitari della nazione. The Dartmouth si definisce come "il più antico quotidiano di college d'America, fondato nel 1799". Tuttavia, secondo l'Aegis Yearbook 1928, l'attuale quotidiano non ha relazione con la pubblicazione letteraria istituita con un altro nome (Dartmouth Gazette) nel 1799. L'attuale The Dartmouth è stato fondato nel 1839 e a quell'anno si fa riferimento nel numerare le annate del periodico.
In parte a causa della posizione rurale, isolata, la partecipazione ad una associazione greek, dagli anni 1840, è uno degli sbocchi sociali più popolari tra gli studenti. Il Dartmouth è sede di 27 associazioni greek: 15 fraternities, nove sororities e tre organizzazioni miste. Nel 2007, oltre il 60% degli studenti che lo possono fare appartengono ad una organizzazione greek (dal 1987, agli studenti è permesso iscriversi a queste associazioni solo al secondo anno). Il Dartmouth College è stata tra le prime istituzioni di insegnamento superiore ad abolire la segregazione razziale nelle fraternity negli anni 1950 e fu coinvolto nel movimento per rendere miste le organizzazioni greek negli anni 1970. Nei primi anni del 2000, nel campus si sviluppò un dibattito incentrato su una raccomandazione del Board of Trustees per rendere le associazioni greek miste; questo tentativo alla fine non riuscì. Nel College sono presenti altre associazioni; tra di esse due undergraduate societies (Panarchy e Amarna).

### Attività sportive

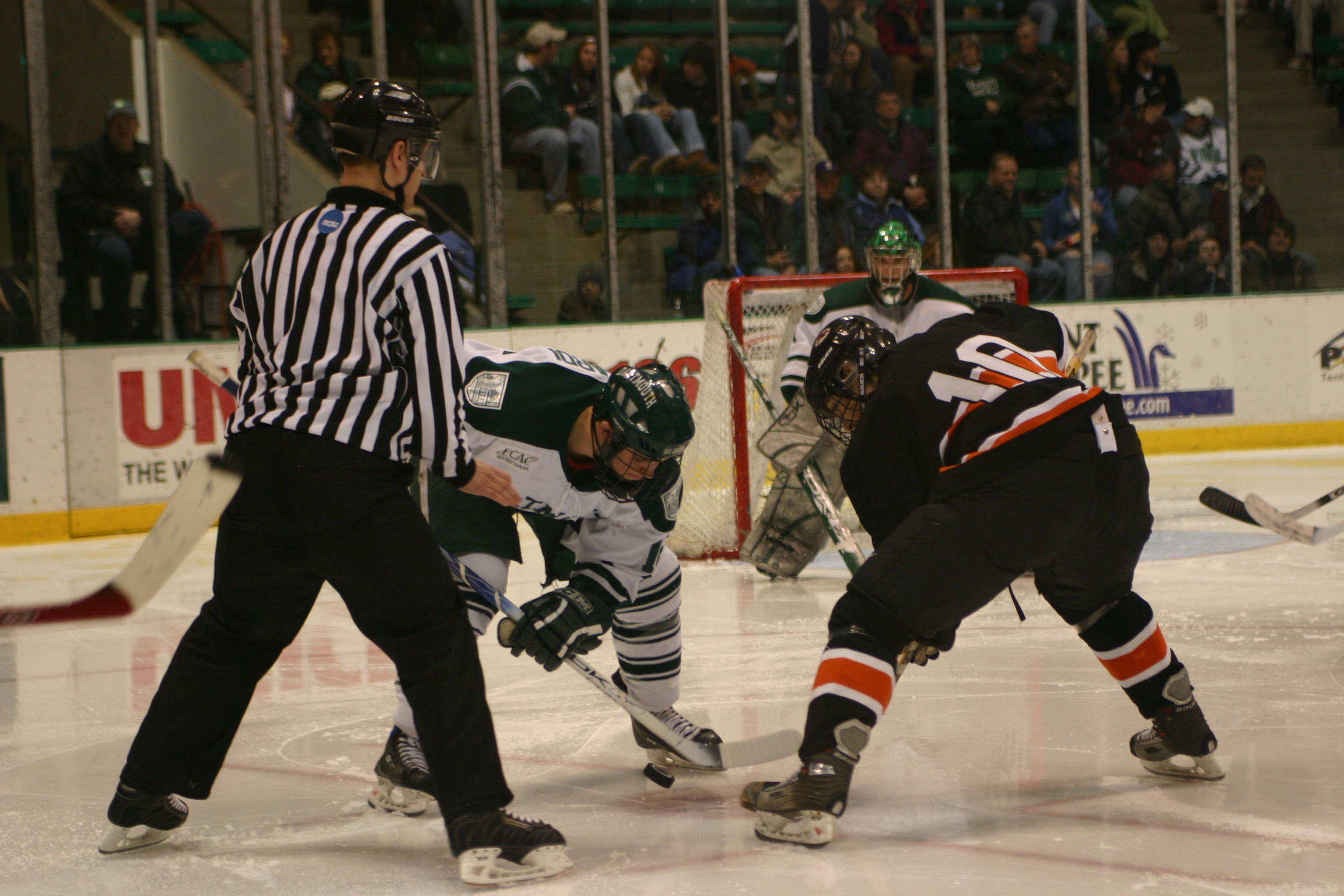
Partita di hockey su ghiaccio tra il Dartmouth e il Princeton alla Thompson Arena.

Circa il 20% degli studenti fanno parte di una squadra del College e quasi l'80% partecipa in vari modi a club, squadre, competizioni cittadine e altre attività sportive. A partire dal 2007, il Dartmouth college fa scendere in campo 34 squadre intercollegiali: 16 maschili, 16 femminili, oltre a team di vela ed equitazione misti. Le formazioni del Dartmouth competono nella National Collegiate Athletic Association (NCAA) Division I nella conference degli otto membri Ivy League; alcune squadre partecipano anche all'Eastern College Athletic Conference (ECAC). Come è obbligatorio per i membri della Ivy League, il Dartmouth College non assegna borse di studio per l'atletica. In aggiunta ai tradizionali sport di squadra americani (football, basket, baseball e hockey su ghiaccio), il Dartmouth compete in molti altri sport tra cui atletica, vela, tennis, canottaggio, calcio, sci e lacrosse.
Nel College sono presenti anche 26 club che gareggiano con squadre di rugby, pallanuoto, pattinaggio di figura, pallavolo, ultimate e cricket; gli studenti vi partecipano in alta percentuale (approssimativamente il 75% del corpo studentesco). La squadra di pattinaggio di figura si è comportata particolarmente bene negli ultimi anni, vincendo il campionato nazionale in tutte le ultime consecutive cinque stagioni. In aggiunta ai requisiti accademici per la laurea, il Dartmouth richiede il superamento di un test di nuoto (50-yard, cioè 46 metri) e di tre terms (quadrimestri) di educazione fisica.
In parte essendo la scuola più a nord della Ivy League, il Dartmouth College ha avuto più atleti partecipanti alle Olimpiadi invernali di ogni altro membro della conference.

### Tecnologia

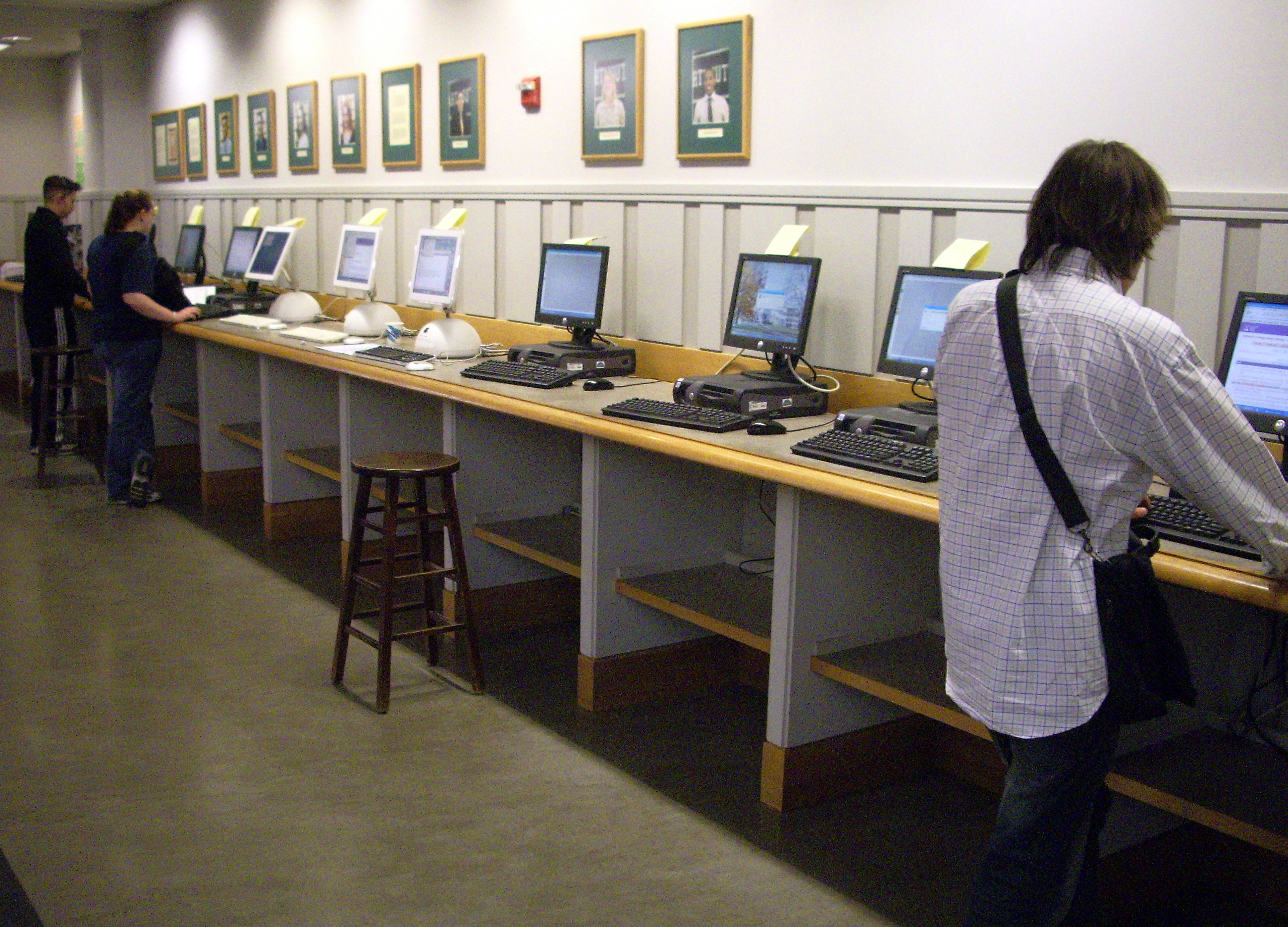
Studenti davanti ad una fila di terminali Blitz nella Baker-Berry Library.

La tecnologia e BlitzMail, la rete di posta elettronica del campus, svolgono un ruolo importante nella vita sociale e gli studenti tendono a utilizzarlo per la comunicare in luogo dei telefoni cellulari o dei programmi di messaggistica istantanea. L'affidamento degli studenti a BlitzMail (noto colloquialmente come "Blitz": parola usata come sostantivo, verbo e imperativo) si riflette nella presenza di circa 100 terminali pubblici destinati specificamente all'uso di BlitzMail. Dal 1991, agli studenti del Dartmouth è richiesto di possedere un personal computer.
Nel 2001, il Dartmouth fu il primo istituto della Ivy League ad offrire un accesso wireless a Internet in tutto il campus. Con oltre 1.400 punti di accesso, la rete è disponibile in tutti gli edifici del College, nonché nella maggior parte degli spazi pubblici all'aperto. Altre tecnologie all'avanguardia includono Video on demand e Voice over IP in tutto il College.

### Nativi Americani alDartmouth
Si è spesso sottolineato che la Carta del Dartmouth College, concessa a Eleazar Wheelock nel 1769, proclamava che l'ente era stato creato "per l'educazione e l'istruzione dei giovani delle tribù indiane di questa terra alla lettura, scrittura e tutte le parti della cultura... così come in tutte le liberal Arts and Sciences; e anche per i giovani inglesi e tutti gli altri". Tuttavia, mentre questa affermazione rese più facile fondere la Charity School nel College, il College stesso fu fondato per educare i giovani bianchi. I fondi per istruire i nativi americani della Charity School che precedeva il Dartmouth College furono procurati in primo luogo dal nativo americano Samson Occom e almeno parte di questi fondi furono utilizzati per aiutare la fondazione del College.
Il College laureò solo diciannove nativi americani durante i suoi primi duecento anni. Nel 1970 vennero organizzati programmi accademici e sociali specifici come parte di un "nuovo impegno per aumentare l'iscrizione di nativi americani". Da allora, il Dartmouth ha diplomato oltre 500 studenti americani nativi di oltre 120 diverse tribù, più delle altre sette università della Ivy League messe assieme.

### Tradizioni
Il Dartmouth è ben noto per il suo spirito orgoglioso e per le molte tradizioni. Il College ha adottato il quarter system (l'anno accademico è diviso in quattro segmenti, terms, di uguale durata) e un weekend ogni term viene dedicato ad un evento celebrativo tradizionale, noto nel campus come "big weekend" o "party weekend". Nel term autunnale di rientro nel College (ufficialmente chiamato Dartmouth Night) le matricole realizzano un falò sul Green. Il periodo invernale (winter term) è celebrato con il Winter Carnival, tradizione iniziata dal 1911, dal Dartmouth Outing Club per promuovere gli sport invernali. In primavera, il Green Key è un weekend dedicato principalmente ai party e alle feste nel campus.
Il term estivo era caratterizzato dal Tubestock, una tradizione non ufficiale in cui gli studenti con zattere di legno e camere d'aria navigavano sul fiume Connecticut. Iniziato nel 1986, il Tubestock è stato abbandonato nel 2006, quando le ordinanze della città di Hanover e la mancanza di reazione da parte degli studenti hanno sconfitto la tradizione. La classe del 2008, durante il loro term estivo nel 2006, sostituì il Tubestock con il Fieldstock. Questa nuova celebrazione include un barbecue, musica dal vivo e, revival degli anni settanta e ottanta, le tradizionali corse intorno al green con carretti fatti in casa. A differenza del Tubestock, il Fieldstock è finanziato e sostenuto dal College.
Un'altra antica tradizione è la camminata di quattro giorni, organizzata dal Dartmouth Outing Club per le nuove matricole, iniziata nel 1935. L'escursione si conclude al Moosilauke Ravine Lodge. Nel 2006, l'85% delle matricole vi prese parte.

## Insegne

### Motto e inno
Il motto del Dartmouth, scelto da Eleazar Wheelock, è "Vox clamantis in Deserto". Il motto latino è, tradotto letteralmente, "La voce di uno che grida nel deserto", ma è più spesso reso come "Una voce che grida nel deserto", che cerca di tradurre la sineddoche della frase. L'espressione compare cinque volte nella Bibbia ed è un riferimento alla posizione del College in quella che un tempo era la frontiera della colonizzazione europea.

La canzone "Men of Dartmouth" di Richard Hovey è stata eletta come la migliore delle canzoni sul Dartmouth nel 1896 e divenne la canzone ufficiale della scuola nel 1926. La canzone è diventata l'"Alma Mater" nel 1980 quando il suo testo fu modificato correggendo i riferimenti solo maschili.

### Sigillo
Il documento istitutivo del Dartmouth (Royal Charter, 1769) richiedeva la creazione di un sigillo per l'utilizzo su documenti ufficiali e diplomi. Il fondatore del College, Eleazar Wheelock, progettò un sigillo simile a quello della Society for the Propagation of the Gospel (Associazione per la diffusione del Vangelo), un'organizzazione missionaria fondata a Londra nel 1701, per mantenere l'illusione che il suo College serviva più per la missione religiosa che per l'istruzione superiore. Inciso da un argentiere di Boston, il sigillo era pronto all'inizio del 1773. Gli amministratori lo accettarono ufficialmente il 25 agosto 1773, descrivendolo come:
all'interno risalta un bosco di pini sulla destra, da dove avanzano sulla sinistra dei nativi verso un edificio a due piani; che porta in una fascia sopra il bosco queste parole “vox clamantis in deserto” il tutto sorretto dalla Religione sulla destra e dalla Giustizia sulla sinistra, e riportante un triangolo raggiato, con le parole ebraiche [אל שדי, El Shaddai, Dio Onnipotente], adatto ad una prima impressione per essere il sigillo di diplomi e certificati di laurea, e tutte le altre pratiche riguardanti il Dartmouth College.»
()
Il 28 ottobre 1926, gli amministratori riservarono il sigillo ai documenti ufficiali della fondazione. Il College Publications Committee commissionò al noto tipografo William Addison Dwiggins di creare una versione stilizzata del disegno nel 1940 che ebbe larga diffusione. Il disegno di Dwiggins fu modificato durante il 1957 per cambiare la data da "1770" a "1769", in accordo con la data della College Charter. Gli amministratori commissionarono una nuova serie di stampi con una data "1769" per sostituire i vecchi, molto usurati dopo quasi duecento anni di utilizzo. Il disegno del 1957 continua ad essere utilizzato con il marchio di fabbrica numero 2305032.

### Scudetto
Il 28 ottobre 1926, la fondazione approvò un "Dartmouth College Shield" per usi generali. L'artista e incisore W. Johnson Parke disegnò questo emblema sulla base dello scudo che è raffigurato al centro del sigillo originale. Questo disegno non è più in uso. Il 9 giugno 1944 gli amministratori approvarono un altro stemma basato sullo scudo del sigillo dell'artista e designer canadese Thoreau MacDonald. Questo design è stato usato ampiamente e, come il sigillo di Dwiggins, la data venne cambiata da "1770" a "1769", intorno al 1958. Questa versione continua ad essere utilizzata come marchio registrato con il numero 3112676.
Il designer del College John Scotford realizzò una versione stilizzata dello scudetto nel corso degli anni 1960, ma non ebbe il successo di quello di MacDonald. Lo scudetto sembra essere stato utilizzato come base dello scudo della Dartmouth Medical School, ed è stato riprodotto in dimensioni microscopiche con linee di pochi nanometri di diametro. Il disegno è comparso su Rudolph Ruzicka's Bicentennial Medal (Zecca di Philadelphia, 1969) e altrove.

### Soprannome, simbolo e mascotte

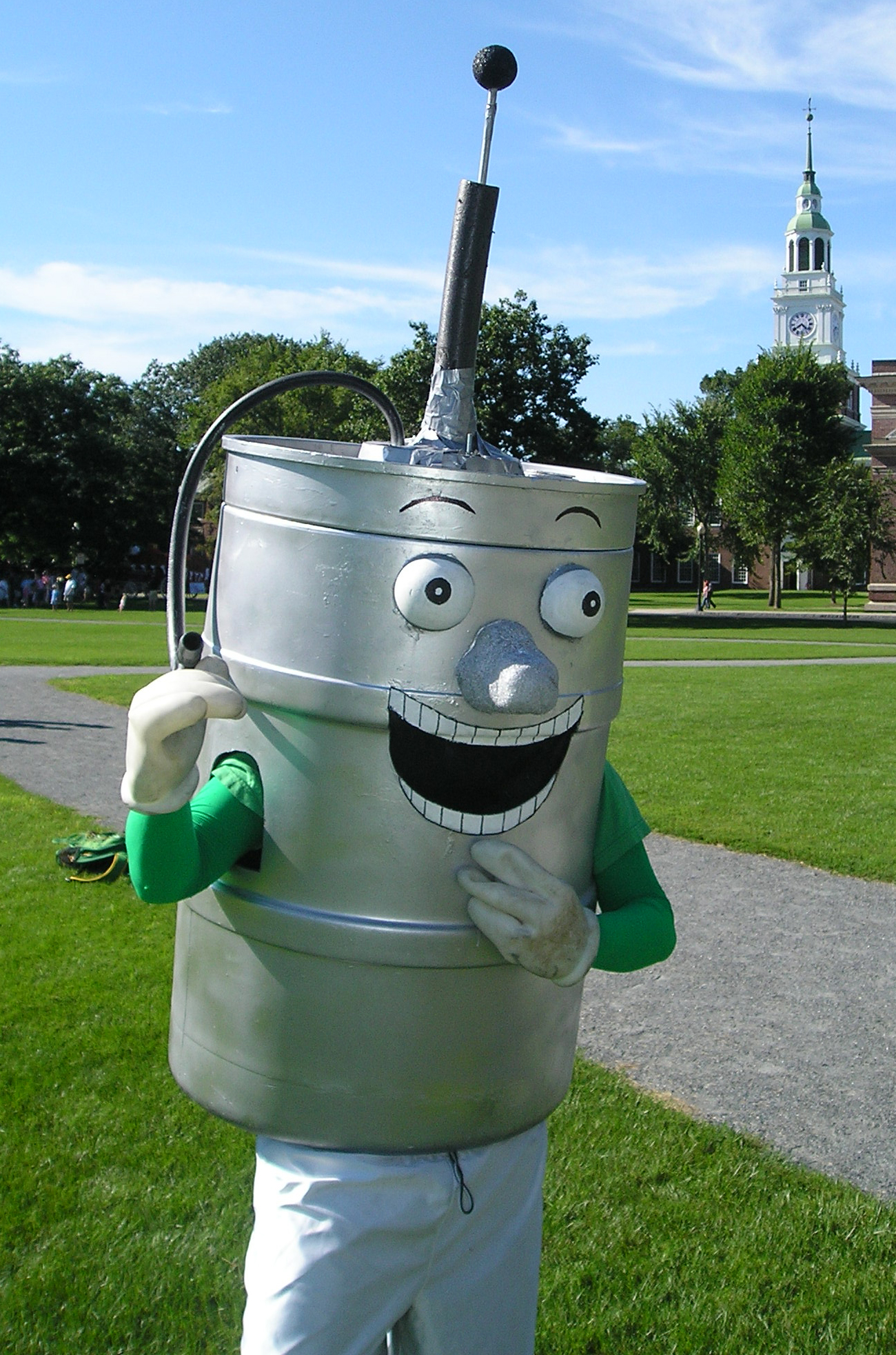
Keggy in posa sul Green del Dartmouth College con la Baker Memorial Library sullo sfondo.

Il Dartmouth non ha mai avuto una mascotte ufficiale. Il soprannome "The Big Green", originario del 1860, si basa sull'adozione da parte degli studenti di una tonalità di verde foresta (il "Dartmouth Green") come colore ufficiale della scuola nel 1866. A partire dal 1920, le squadre di atletica del Dartmouth College erano note per la loro soprannome non ufficiale "the Indians", nomignolo probabilmente dato dai giornalisti sportivi. Questo nome non ufficiale delle squadre è stato utilizzato fino primi anni 1970, quando il suo uso fu criticato. Nel 1974 gli amministratori dichiararono "l'uso del simbolo [indiano] in qualsiasi forma in contrasto con i presenti obiettivi istituzionali e accademici del College di promozione dell'educazione dei nativi americani". Alcuni ex-alunni e studenti, nonché il giornale studentesco conservatore, The Dartmouth Review, hanno cercato di riportare il simbolo indiano alla ribalta, ma nessuna squadra lo ha indossato sulla sua uniforme degli ultimi decenni.
Varie iniziative studentesche sono state intraprese per adottare una nuova mascotte, ma nessuna è diventata "ufficiale". Una proposta ideata dalla rivista umoristica Dartmouth Jack-O-Lantern è stata Keggy the Keg, un barile (keg) di birra antropomorfo che fa talvolta apparizione in occasione di manifestazioni sportive del College. Nonostante l'entusiasmo degli studenti per Keggy, la mascotte ha solo ricevuto l'approvazione da parte degli studenti. Nel novembre 2006, gli studenti tentarono di far rivivere la "Dartmoose" (moose, alce) come un potenziale sostituto dell'Indian mascotte, dopo rinnovate polemiche.

## Nella cultura di massa
Il Dartmouth College è apparso o è stato citato in numerosi mezzi di comunicazione di massa.
Chris Miller è stato coautore del film del 1978 National Lampoon's Animal House; il film commedia è liberamente basato su una serie di racconti di Miller in cui descriveva i suoi giorni al Dartmouth, dove si era laureato nel 1963. In una intervista alla CNN, John Landis ha confermato che il film era "basato sulla reale descrizione della partecipazione di Chris Miller alla fraternity Alpha Delta Phi al Dartmouth".
Il Winter Carnival del Dartmouth è stato il soggetto di film del 1939 dal titolo Winter Carnival (in italiano "La reginetta delle nevi"), interpretato da Ann Sheridan e scritto da Budd Schulberg (laurea al College nel 1936) e Francis Scott Fitzgerald.
Il Dartmouth College è stato citato tre volte nella sitcom di cartoni animati "I Simpson", in due (parte degli episodi della 11ª stagione) associano il Dartmouth College con il consumo di alcolici. Nell'episodio "Alone Again, Natura-Diddly", la cantante di rock cristiano Rachel Jordan canta che lei "beveva come un ragazzo del Dartmouth". In "Pygmoelian (Boe perde la faccia)", durante il Duff Days festival Duffman presenta il concorso trick-pouring dicendo che conta come credito universitario al Dartmouth College.
Nel film del 1969 "Goodbye, Columbus" (tratto dal romanzo d'esordio di Philip Roth) Richard Benjamin scopre che tutti gli uomini a una festa sono del Dartmouth. The Association, un gruppo rock popolare a quel tempo, registrò la colonna sonora e un pezzo strumentale eseguito durante la scena dal titolo "Dartmouth? Dartmouth!". Inoltre, il Dartmouth è stato l'Alma Mater per una serie di personaggi fittizi, tra cui il personaggio Sir Dr. Stephen T. Colbert del comico Stephen Colbert, Michael Corleone del Padrino, Meredith Grey di Grey's Anatomy, Thomas Crown del Caso Thomas Crown (1968), Howie Archibald della serie TV Gossip Girl e il personaggio Pete Campbell della serie TV Mad Men. I personaggi Evan e Fogell del film Superbad (2007) frequenteranno il Dartmouth. Nella serie di romanzi fantasy Twilight, i personaggi principali Bella Swan ed Edward Cullen per un loro stratagemma, decidono di andare al Dartmouth. Nella seconda stagione di Scrubs, J.D. sostiene che non tutti i chirurghi sono stupidi e cita come prova il fatto che un altro medico dell'ospedale aveva frequentato il Dartmouth. Il personaggio Dan Rydell nella serie televisiva di breve durata "Sports Night" era un alunno del Dartmouth, che viene poi citato in numerosi episodi. Nel romanzo di avventura L'ultimo dei Mohicani, il protagonista Occhio di Falco dice di aver frequentato la scuola del reverendo Wheelock che presumibilmente è il Dartmouth.
Nella serie televisiva The West Wing, il presidente Bartlet è stato un professore di ruolo al Dartmouth prima di iniziare la sua carriera politica.